# Akira Maeda
Akira Maeda (前田 日明, Maeda Akira) (né Go Il-myeong (en coréen : 高日明) le 24 janvier 1959 à Osaka) est un catcheur (lutteur professionnel), un promoteur de catch ainsi qu'un pratiquant d'arts martiaux mixtes.
D'abord catcheur à la New Japan Pro Wrestling, il fait partie des catcheurs japonais qui popularisent le shoot wrestling dans la deuxième moitié des années 1980. Il fonde sa propre fédération de catch, l'Universal Wrestling Federation puis une fédération d'arts martiaux mixtes la Fighting Network RINGS. Il s'illustre aussi dans ce sport en tant que combattant remportant sept de ses douze combats.

## Jeunesse
Go Il-myeong est le fils de parents coréens et change son nom en Akira Maeda. Il entre au dojo de la New Japan Pro Wrestling à 18 ans.

## Carrière de catcheur

### New Japan Pro Wrestling et passage en Europe (1978-1984)
Maeda s'entraine dans un premier temps auprès de Yoshiaki Fujiwara (en) avant de partir en Grande-Bretagne où il rencontre Karl Gotch qui continue à l'entrainer. En Grande-Bretagne, il se fait connaitre en effectuant plusieurs combats diffusé dans l'émission World of Sport sous le nom de Kwik-kik-Lee. C'est durant ce passage en Grande-Bretagne qu'il rencontre Karl Gotch avec qui il continue sa formation.
De retour au Japon, il est avec Inoki et Rusher Kimura un des trois japonais à participer à l'International Wrestling Grand Prix League 1983 remporté par Hulk Hogan. Il décide de quitter cette fédération en 1984.

### Universal Wrestling Federation (1984-1986)
En 1984, Maeda quitte la  New Japan Pro Wrestling avec Yoshiaki Fujiwara (en) et d'autres catcheurs pour travailler à l'Universal Wrestling Federation (UWF) que vient de créer Hisashi Shinma,. Le style de catch de cette fédération se différencie de celui de la New Japan en proposant du shoot wrestling c'est-à-dire des combats à l'issue prédéterminé où les participants mais où les coups et les prises de soumission sont portés avec force. L'UWF le désigne comme étant le premier champion poids lourd de cette fédération après sa victoire sur Pierre Lefebvre le 25 mars. Ce match est pour le championnat international poids lourd de la World Wrestling Federation. En coulisses, des tensions naissent entre Maeda et Satoru Sayama concernant le style de combat à proposer. Sayama propose un style plus axé sur les coups de pied tandis que Maeda lui essaie d'imposer l'utilisation de prises de soumission. Les deux hommes s'affrontent le 2 septembre 1985 et ce combat tourne à l'affrontement réel et Maeda se fait disqualifier pour avoir frappé son ennemi à l'entrejambe,.

### Retour à la New Japan Pro Wrestling (1986-1987)
Maeda retourne à la New Japan Pro Wrestling en 1986. Le 29 avril, il affronte André The Giant qui semble être ivre,. Leur combat tourne au shoot d'autant que Maeda a une mauvaise image des catcheurs de la World Wrestling Federation comme André. Ce match se termine sans vainqueur.

## Palmarès

### En catch
- Joint Promotions
  - 1 fois champion d'Europe poids lourd de la Joint Promotions[11]
- New Japan Pro Wrestling
  - 2 fois champion par équipes International Wrestling Grand Prix (IWGP) avec Osamu Kido (en) puis Nobuhiko Takada[12]
  - Membre du Hall of Fame de la New Japan Pro Wrestling (promotion 2009)[13]
- Universal Wrestling Federation (UWF)
  - 1 fois champion poids lourd de l'UWF[14]

### En arts mariaux mixtes
| 12 combats     | 7 victoires | 5 défaites |
| Par KO         | 0           | 0          |
| Par soumission | 4           | 3          |
| Sur décision   | 0           | 1          |
| Autres         | 3           | 1          |

| Résultat | Record | Adversaire               | Méthode                           | Événement                                               | Date              | Round | Temps | Lieu                 | Notes |
| -------- | ------ | ------------------------ | --------------------------------- | ------------------------------------------------------- | ----------------- | ----- | ----- | -------------------- | ----- |
| Défaite  | 7-5    | Alexander Karelin        | Décision unanime                  | Rings: Final Capture                                    | 21 février 1999   | 3     | 5:00  | Japon                |       |
| Victoire | 7-4    | Magomedkhan Gamzatkhanov | Soumission                        | Rings - Battle Dimensions Tournament 1997 Final         | 21 janvier 1998   | 1     | 4:24  | Japon                |       |
| Défaite  | 6-4    | Kiyoshi Tamura           | N/A                               | Rings - Battle Dimensions Tournament 1997 Final         | 21 janvier 1998   | NC    | NC    | Japon                |       |
| Victoire | 6-3    | Mitsuya Nagai            | N/A                               | Rings - Battle Dimensions Tournament 1997 Final         | 21 janvier 1998   | NC    | NC    | Japon                |       |
| Victoire | 5-3    | Nikolai Zouev            | Soumission (étranglement arrière) | Rings – Mega Battle Tournament 1997 Semifinal 1         | 25 octobre 1997   | 1     | 5:17  | Japon                |       |
| Victoire | 4-3    | Andrei Kopylov           | Soumission (étranglement arrière) | Rings – Extension Fighting 7                            | 26 septembre 1997 | 1     | 8:32  | Japon                |       |
| Défaite  | 3-3    | Magomedkhan Gamzatkhanov | Soumission (clé de jambe)         | Rings – Extension Fighting 2                            | 22 avril 1997     | 1     | 8:47  | Japon                |       |
| Victoire | 3-2    | Maurice Smith            | N/A                               | Rings – Budokan Hall 1997                               | 1er janvier 1997  | NC    | NC    | Japon                |       |
| Victoire | 2-2    | Yoshihisa Yamamoto       | Soumission                        | Rings – Budokan Hall 1996                               | 24 janvier 1996   | NC    | NC    | Japon                |       |
| Victoire | 1-2    | Dick Vrij (en)           | N/A                               | Rings – Battle Dimensions Tournament 1995 Opening Round | 21 octobre 1995   | NC    | NC    | Japon                |       |
| Défaite  | 0-2    | Chris Dolman             | Soumission (clé de bras)          | Rings Holland – Free Fight                              | 19 février 1995   | 2     | 4:07  | Amsterdam (Pays-Bas) |       |
| Défaite  | 0-1    | Magomedkhan Gamzatkhanov | Soumission                        | Rings – Budokan Hall 1995                               | 25 janvier 1995   | NC    | NC    | Japon                |       |

## Récompenses des magazines
- Tokyo Sports
  - Grand prix spécial de l'année 1988[15]
  - Most Valuable Player de l'année 1989[15]
- Wrestling Observer Newsletter
  - Prix Lou Thesz/Ric Flair Award  du catcheur de l'année en 1988[16]
  - Promoteur de l'année en 1989[17]

| # | Résultat | Adversaire                    | Événement            | Date         | Durée | Lieu                 | Notes |
| - | -------- | ----------------------------- | -------------------- | ------------ | ----- | -------------------- | --- |
| 1 | Défaite  | Keiji Mutō et Shiro Koshinaka | Spring Flare Up 1987 | 20 mars 1987 | 17:04 | Korakuen Hall, Tokyo | Maeda fait équipe avec Nobuhiko Takada. C'est un match pour le championnat par équipes IWGP qui est vacant. |